# Municipalità regionale della contea di Papineau
La municipalità regionale di contea di Papineau è una municipalità regionale di contea del Canada, localizzata nella provincia del Québec, nella regione di Outaouais.
Il suo capoluogo è Papineauville.

## Suddivisioni
City e Town
- Thurso

Municipalità
- Boileau
- Bowman
- Chénéville
- Duhamel
- Fassett
- Lac-des-Plages
- Lac-Simon
- Mayo
- Montebello
- Montpellier
- Mulgrave-et-Derry
- Namur
- Notre-Dame-de-Bonsecours
- Notre-Dame-de-la-Paix
- Papineauville
- Plaisance
- Ripon
- Saint-André-Avellin
- Saint-Émile-de-Suffolk
- Saint-Sixte
- Val-des-Bois

Township
- Lochaber
- Lochaber-Partie-Ouest